# Mimudea auratalis
Mimudea auratalis là một loài bướm đêm trong họ Crambidae.